# فیلمبرداری‌شده در حضور تماشاگران استودیوی زنده
«فیلمبرداری‌شده در حضور تماشاگران استودیوی زنده» (به انگلیسی: Filmed Before a Live Studio Audience) نخستین قسمت از مینی‌سریال تلویزیونی آمریکایی وانداویژن است که بر اساس شخصیت‌های مارول کامیکس، واندا ماکسیموف / اسکارلت ویچ و ویژن ساخته شده‌است. این قسمت زوج تازه عروسی را نشان می‌دهد که سعی می‌کنند قدرتشان را پنهان کنند در حالی که در دهه ۱۹۵۰ زندگی ساده ای در شهر وست‌ویو داشته باشند. این قسمت در دنیای سینمایی مارول (MCU) تنظیم شده‌است، و داستانش را با فیلم‌های فرنچایز به اشتراک می‌گذارد. این قسمت توسط خالق سریال جک شفر نوشته شده و توسط مت شکمن کارگردانی شده‌است.
الیزابت اولسن و پل بتانی بار دیگر نقش‌هایشان به‌نام‌های واندا ماکسیموف و ویژن از مجموعه فیلم‌ها بازی می‌کنند و با دبرا جو روپ، فرد ملامد و کاترین هان هم‌بازی هستند. شفر در ژانویه ۲۰۱۹ استخدام شد تا اپیزود را بنویسد و به عنوان سرپرست نویسندگان مجموعه کار کند، و شکمن در آن اوت به مجموعه پیوست. در این قسمت ادای احترامی به کمدی موقعیت‌های دهه ۱۹۵۰ و ۱۹۶۰ از جمله نمایش دیک ون دایک و عاشقتم لوسی شده‌است. فیلمبرداری بیش از دو روز در اوایل نوامبر ۲۰۱۹، در استودیوی پین‌وود آتلانتا در مقابل تماشاگران انجام شد. این قسمت به‌شکل سیاه و سفید فیلمبرداری شده‌است و شامل بسیاری از جلوه‌های ویژه کاربردی و گاف سیم است.
«فیلمبرداری‌شده در حضور تماشاگران استودیوی زنده» در ۱۵ ژانویه ۲۰۲۱ در دیزنی+ منتشر شد. منتقدان از تفریح صادقانه عناصر کمدی مربوط به آن دوران و نقش‌آفرینی اولسن، بتانی و هان را مورد ستایش قرار دادند.